# Marele dirombidodecaedru disnub
În geometrie marele dirombidodecaedru disnub, numit și figura lui Skilling, este un poliedru stelat uniform degenerat.
S-a demonstrat în 1970 că există doar 75 de poliedre uniforme în afară de familiile infinite de prisme și antiprisme. John Skilling a descoperit un alt exemplu degenerat, marele dirombidodecaedru disnub, prin relaxarea condiției ca laturile să fie unice. Mai precis, el a permis ca orice număr par de fețe să se întâlnească pe fiecare latură, atâta timp cât setul de fețe nu a putut fi separat în două subseturi conectate (Skilling, 1975). Datorită realizării geometrice a poliedrului, având niște laturi duble unde se întâlnesc câte 4 fețe, el este considerat un poliedru uniform degenerat, nu un poliedru uniform strict.
Numărul de laturi este ambiguu, deoarece poliedrul abstract subiacent are 360 de muchii, dar 120 de perechi dintre acestea au aceeași imagine în realizarea geometrică, astfel încât realizarea are 120 de laturi simple, unde se întâlnesc o singură pereche de fețe, și 120 de laturi duble, unde se întâlnesc câte 2 perechi de fețe, la un total de 240 de laturi. Caracteristica Euler a poliedrului abstract este −96. Dacă perechile de laturi care coincid în realizarea geometrică sunt considerate a fi laturi simple, atunci are doar 240 de laturi, iar caracteristica Euler este 24.
Figura vârfului are 4 fețe pătrate care trec prin centrul modelului.
Poate fi construit ca sau exclusiv (amestec) de marele dirombicosidodecaedru cu compusul de douăzeci de octaedre.

## Poliedre înrudite
Are aceeași aranjament al laturilor ca și marele dirombicosidodecaedrul, dar are un set diferit de fețe triunghiulare. Vârfurile și laturile sunt la fel cu ale compușilor uniformi de douăzeci de octaedre sau de douăzeci de tetrahemihexaedre. 180 de laturi sunt în comun cu marele dodecicosidodecaedru snub.
| Anvelopa convexă                | Marele dodecicosidodecaedru snub | Marele dirombicosidodecaedru            |
| Marele dirombidodecaedru disnub | Compus de douăzeci de octaedre   | Compus de douăzeci de tetrahemihexaedre |

### Poliedru dual

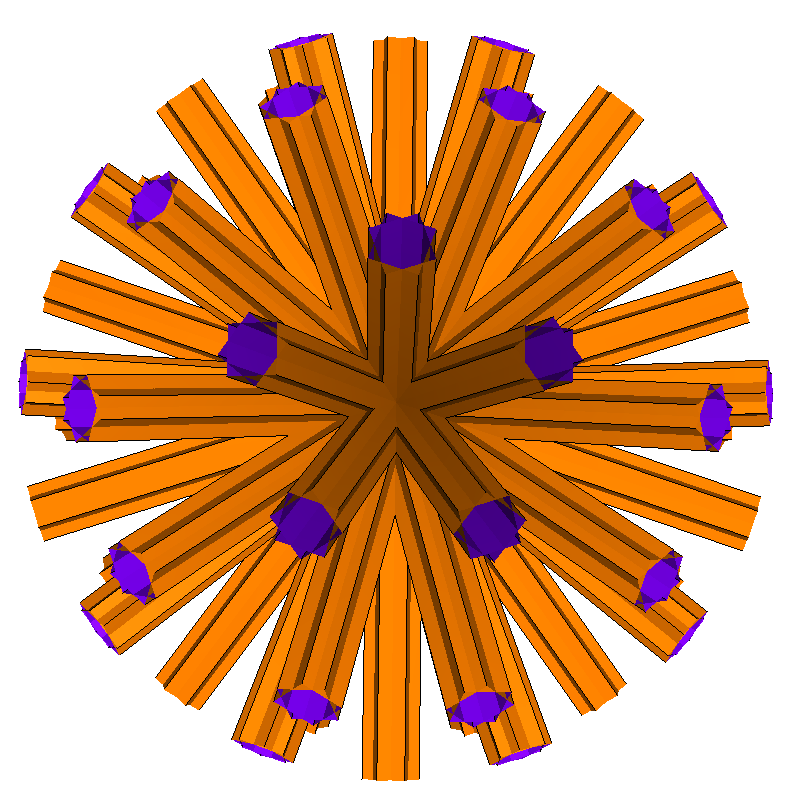
Marele dirombidodecacron disnub

Dualul marelui dirombidodecaedru disnub este marele dirombidodecacron disnub. Este un poliedru izoedric infinit neconvex.
Vizual identic cu marele dirombicosidodecacron din Modele duale de Magnus Wenninger, este reprezentat cu prisme infinite care se intersectează în centrul modelului, tăiate într-un punct convenabil producătorului. Wenninger a sugerat că aceste figuri sunt membre ai unei noi clase de poliedre stelate, numite stelate la infinit. Totuși, el a recunoscut și că, strict vorbind, nu sunt poliedre pentru că construcția lor nu este conformă definițiilor uzuale.

## Imagini
| Colorare tradițională | Colorare modulo 2 |